# William Warren Barbour

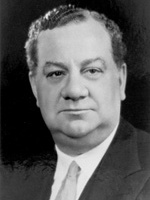
William Warren Barbour

William Warren Barbour (* 31. Juli 1888 in Monmouth Beach,  Monmouth County,  New Jersey; † 22. November 1943 in Washington, D.C.) war ein US-amerikanischer Politiker. Zwischen 1931 und 1943 vertrat er mit einer kurzen Unterbrechung in den Jahren 1937 und 1938 den Bundesstaat New Jersey im US-Senat.

## Werdegang
William Barbour besuchte die öffentlichen Schulen seiner Heimat. Im Jahr 1906 absolvierte er die Browning School in New York City. Er begann auch ein Studium an der Princeton University, das er aber bald abbrach, um in die Textilfirma seines Vaters einzusteigen, die vor allem Nähgarn und Ähnliches herstellte. Nach dem Tod seines Vaters im Jahr 1917 wurde er als dessen Nachfolger Firmenchef. Zwischenzeitlich war er ein erfolgreicher Amateurboxer in der Schwergewichtsklasse. Dabei war er in den Jahren 1910 und 1911 Meister in den Vereinigten Staaten bzw. in Kanada. Zehn Jahre lang gehörte er auch der Nationalgarde des Staates New York an. In dieser Eigenschaft war er 1916 während eines Grenzkonflikts mit Mexiko an der dortigen Grenze eingesetzt. Dabei erreichte er den Rang eines Hauptmanns. Danach zog er nach Rumson in New Jersey. Dort begann er als Mitglied der Republikanischen Partei eine politische Laufbahn. Im Jahr 1922 wurde er Mitglied im Stadtrat von Rumson und von 1923 bis 1928 bekleidete er das Amt des Bürgermeisters dieser Stadt. Gleichzeitig war er nach wie vor Leiter seiner Textilfirma. Außerdem stieg er in verschiedene andere Unternehmen ein. Seit 1930 lebte er in der Stadt Locust ebenfalls in New Jersey.
Nach dem Tod von US-Senator Dwight Morrow wurde William Barbour zu dessen Nachfolger als Class-2-Kategorie Senator im Kongress ernannt. Dort trat er am 1. Dezember 1931 sein Mandat an. Im November 1932 fand die offizielle Nachwahl für dieses Mandat statt, die er auch gegen den damaligen Bundestrend zu Gunsten der Demokraten gewann. Damit konnte er bis zum 3. Januar 1937 die angebrochene Amtszeit seines Vorgängers beenden. Während seiner Zeit im Kongress wurden viele der New-Deal-Gesetze der Bundesregierung unter Präsident Franklin D. Roosevelt verabschiedet. Im Jahr 1935 wurden erstmals die Bestimmungen des  20. Verfassungszusatz angewendet, wonach die Legislaturperiode des Kongresses jeweils am 3. Januar endet bzw. beginnt. Entsprechend wurde auch der Beginn der Amtszeiten des Präsidenten auf den 20. Januar vorgezogen.  Zuvor begannen die Legislaturperioden des Kongresses und die Amtszeit des Präsidenten jeweils am 4. März.
Im Jahr 1936 wurde Barbour nicht wiedergewählt. Nach seinem Ausscheiden aus dem Kongress nahm er seine früheren Tätigkeiten wieder auf. Im Jahr 1937 gehörte er auch der Arbeitslosenkommission (Unemployment Compensation Commission) seines Staates an. Nach dem Rücktritt von US-Senator (Class 1)  A. Harry Moore, der zum Gouverneur gewählt worden war, wurde zunächst John Gerald Milton zu dessen Nachfolger im Senat ernannt. Interessanterweise wurde er von Moore selbst in seiner neuen Eigenschaft als Gouverneur nominiert. Moore konnte somit seinen eigenen Nachfolger im Kongress bestimmen. Milton trat aber zur eigentlichen Nachwahl im November 1938 nicht an. Diese Wahl gewann  William Barbour, der somit am 9. November 1938 in den US-Senat zurückkehrte. Im Jahr 1940 wurde er bei den regulären Wahlen in diesem Mandat bestätigt, das er nun bis zu seinem Tod am  22. November 1943 ausüben konnte. Seit 1941 war auch die Arbeit des Kongresses von den Ereignissen des Zweiten Weltkriegs überschattet. In diesem Zusammenhang setzte sich Barbour für die von den Nazis verfolgten Juden ein.